# Jacques Voyer (médecin)
Pour les articles homonymes, voir Jacques Voyer et Voyer.
Jacques Voyer est un médecin, psychiatre et professeur québécois né en 1948 et mort le 18 avril 2005. 
Il était devenu tétraplégique à l’âge de 21 ans à la suite d'un plongeon,  ce qui ne l’empêcha aucunement de devenir un praticien réputé qui œuvra principalement en soins palliatifs et auprès des détenus.
Il est décédé à la suite d'une collision frontale avec un autobus sur le pont Champlain. 
Il était l'auteur du volume Que Freud me pardonne.

## Honneurs
- 1998 - Chevalier de l'Ordre national du Québec
- 2004 - Officier de l'Ordre du Canada